# Ackordscentralen
Ackordscentralen är ett svenskt konsultföretag med verksamhet inriktad på företag som har ekonomiska problem och hamnat på obestånd. Verksamheten omfattar bland annat företagsrekonstruktioner och andra åtgärder som syftar till att undvika konkurser. Ackordscentralen deltar också i utbildningsverksamhet och som remissinstans för remissfrågor kring lagstiftningsarbeten inom sitt verksamhetsområde i utredningsförslag från bland annat Justitiedepartementet, Finansdepartementet och Näringsdepartementet.
Ackordscentralen är ett helägt dotterbolag till Stiftelsen Ackordscentralen, en stiftelse vars ändamål är att "utan eget vinstintresse biträda företag med betalnings- eller lönsamhetsproblem, främja förändringsprocesser för att skapa och vidmakthålla lönsamma företag, samt att främja forskning och utbildning i frågor med anknytning till verksamheten".
Verksamhet har bedrivits sedan 1857, och sker via Ackordscentralen Stockholm, Ackordscentralen Väst (kontor i Göteborg och Borås), Ackordscentralen Malmö, Ackordscentralen Lund – Kristianstad och Ackordscentralen Norrland i Umeå.
År 2007 jubilerade Ackordscentralen 150 år som konsultföretag och i samband med det instiftade Stiftelsen Ackordscentralen stipendier till universitets- och högskolestuderande.
Namnet kommer av begreppet ackord, en term för en överenskommelse mellan en gäldenär på obestånd och dennes borgenärer.